# Округа Шри-Ланки

Карта провинций Шри-Ланки

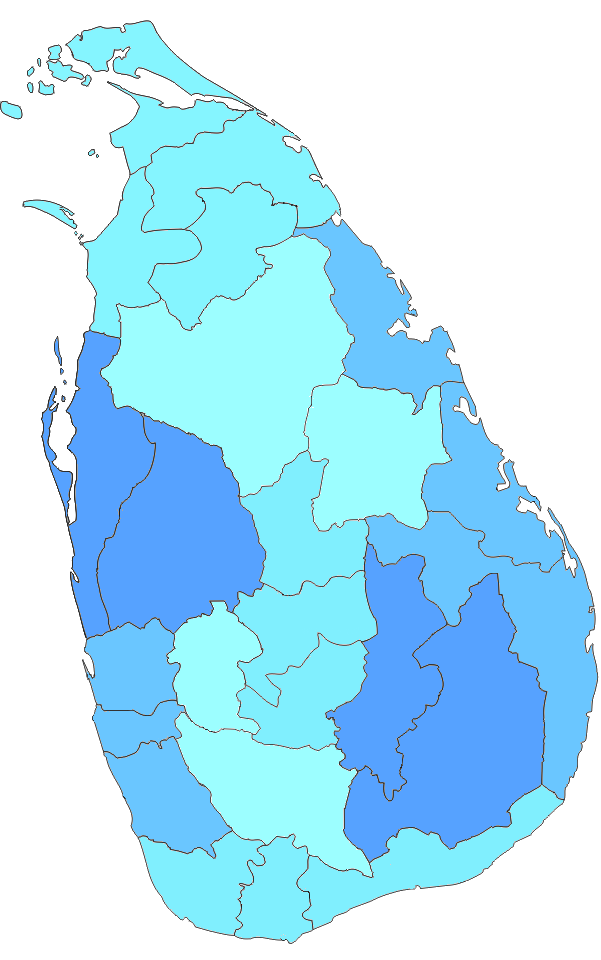
Карта Шри-Ланки с делением по провинциям и округам

Округа Шри-Ланки (синг. දිස්ත්‍රි‌ක්‌ක, там. மாவட்ட) — административные единицы второго уровня, входят в состав 9 провинций. Всего насчитывается 25 округов, которые управляются Окружным секретарём, назначаемым центральным правительством. Основной задачей секретариата округа является координация деятельности и коммуникаций центрального правительства и окружных секретариатов. Так же в задачи секретариата входит ответственность за внедрение и мониторинг инициатив центрального правительства на уровне округа и ниже, помощь подчинённым подразделениям в их деятельности, сбор налогов и осуществление окружных выборов.
Округ делится на отдельные окружные секретариаты, известные как подразделения ОС (DS divisions), которые, в свою очередь, делятся на Грама Ниладхари. Всего в стране 256 подразделений ОС.

## История
Страна была впервые разделена на несколько административных единиц во время королевства Анурадхапура. Королевство делилось на три провинции: «Раджарата», «Рухуна» и «Малайя Рата». Они в свою очередь подразделялись на более мелкие единицы называемые «Рата». Со временем количество провинций выросло, однако единицей второго уровня по прежнему оставалась «Рата». Однако с течением времени, разделением единой державы на царства и захватом европейцами прибрежных земель ситуация стала существенно меняться. Королевство Котте делилось на 4 «дизава», которые объединяли сорок коралей. Корали имели собственных гражданских чиновников и военных с небольшой по численности милицией. Королевство Джафна имело похожую схему деления на четырёх провинциях.
Когда португальцы заняли часть острова после их прибытия в 1505 году, они более или менее придерживались той же административной структуры, что и правители Шри-Ланки до их прихода. Когда португальцев сменили голландцы, то местность под их контролем была разделена на три административных единицы. Эти единицы в свою очередь делились на традиционные дизавы. Британцы первоначально продолжали использовать эту систему, но после реформы 1796—1802 годов страна была разделена по этническому принципу. Это была отменена реформой комиссии Колебрук-Кэмерон в 1833 году, когда был создан законодательный консил (законодательный совет), что сделало остров политически и административно единым целым. Было создано пять провинций, которые к настоящему времени превратились в девять, а они, в свою очередь, были разделены на двадцать один округ. Эти округа возглвлялись чиновниками, которые назывались правительственные агенты или помощники правительственных агентов.
В 1955 году округа заменили провинции в качестве основных административных единиц страны. Округ Ампара был создан в 1958 году, после были созданы округа Муллаитиву и Гампаха в 1978 году по новой конституции, которая также вновь определила провинции в качестве основной административной единицы Последним был создан округ Килиноччи в 1983 году, и по действующей Конституции (1978 года) территория Шри-Ланки делится на 25 административных районов. Эти районы могут быть разделены или объединённых по решению Парламента Шри-Ланки.

## Округа
Все демографические данные взяты из переписи населения Шри-Ланки 2012 года.
| №  | Название     | На карте | Провинция          | Адм. центр округа | Площадь суши, км² | Площадь внутренних вод, км² | Общая площадь, км² | Население, чел. (2012) | Плотность населения, чел./км² |
| -- | ------------ | --- | ------------------ | ----------------- | ----------------- | --------------------------- | ------------------ | ---------------------- | ----------------------------- |
| 1  | Ампара       | Area map of Ampara District, located along the east by south and south east coast and projecting into the interior of the country at the northern border, in the Eastern Province of Sri Lanka                      | Восточная          | Ампара            | 4 222             | 193                         | 4 415              | 645 825                | 153                           |
| 2  | Анурадхапура | Area map of Anuradhapura District, located somewhat to the north of the centre of the country, in the North Central Province of Sri Lanka                                                                           | Северо-Центральная | Анурадхапура      | 6 664             | 515                         | 7 179              | 855 562                | 128                           |
| 3  | Бадулла      | Area map of Badulla District which has its northern border near the centre of the country and extends to the south, located in the Uva Province of Sri Lanka                                                        | Ува                | Бадулла           | 2 827             | 34                          | 2861               | 811 225                | 287                           |
| 4  | Баттикалоа   | Area map of Batticaloa District, located along the east by north coast, in the Eastern Province of Sri Lanka | Восточная          | Баттикалоа        | 2 610             | 244                         | 2 854              | 525 186                | 201                           |
| 5  | Вавуния      | Area map of Vavuniya District, located in the middle of the northern half of the country, running roughly in a south west—north east direction, in the Northern Province of Sri Lanka                               | Северная           | Вавуния           | 1 861             | 106                         | 1 967              | 172 789                | 93                            |
| 6  | Галле        | Area map of Galle District, converging inwards from the south west coast, in the Southern Province of Sri Lanka | Южная              | Галле             | 1 617             | 35                          | 1 652              | 1 059 046              | 655                           |
| 7  | Гампаха      | Area map of Gampaha District, extending inwards from the west by south west coast in a rough square shape, in the Western Province of Sri Lanka                                                                     | Западная           | Гампаха           | 1 341             | 46                          | 1 387              | 2 298 588              | 1714                          |
| 8  | Джафна       | Area map of Jaffna District, in the peninsula to the north, in the Northern Province of Sri Lanka | Северная           | Джафна (город)    | 929               | 96                          | 1 025              | 583 071                | 628                           |
| 9  | Калутара     | Area map of Kalutara District, extending inwards from the south west by west coast, in the Western Province of Sri Lanka                                                                                            | Западная           | Калутара          | 1 576             | 22                          | 1 598              | 1 214 880              | 771                           |
| 10 | Канди        | Area map of Kandy District, at the centre of the country with its south western boundary extending to the south, in the Central Province of Sri Lanka                                                               | Центральная        | Канди             | 1 917             | 23                          | 1 940              | 1 368 216              | 714                           |
| 11 | Кегалле      | Area map of Kegalle District, roughly oval in shape is located to the south east of the centre of the country, in the Sabaragamuwa Province of Sri Lanka                                                            | Сабарагамува       | Кегалле           | 1 685             | 8                           | 1 693              | 837 179                | 497                           |
| 12 | Килиноччи    | Area map of Kilinochchi District, along the northern coast of the mainland and south of the Jaffna peninsula, in the Northern Province of Sri Lanka                                                                 | Северная           | Килиноччи         | 1 205             | 74                          | 1 279              | 112 872                | 94                            |
| 13 | Коломбо      | Area map of Colombo District, roughly rectangular in shape and extending inwards from the west south west coast in the Western Province of Sri Lanka                                                                | Западная           | Коломбо           | 676               | 23                          | 699                | 2 323 826              | 3438                          |
| 14 | Курунегала   | Area map of Kurunegala District, to the west of the centre of the country with its northern border extending towards the north west, in the North Western Province of Sri Lanka                                     | Северо-Западная    | Курунегала        | 4 624             | 192                         | 4 816              | 1 611 407              | 348                           |
| 15 | Маннар       | Area map of Mannar District, along the north western coast with eastern border extending towards the interior, also including a large island roughly oval in shape, in the Northern Province of Sri Lanka           | Северная           | Маннар            | 1 880             | 116                         | 1 996              | 99 063                 | 53                            |
| 16 | Матале       | Area map of Matale District, located immediately north of the middle of the country, roughly the shape of a letter «C» and located in the Central Province of Sri Lanka                                             | Центральная        | Матале            | 1 952             | 41                          | 1 993              | 482 348                | 247                           |
| 17 | Матара       | Area map of Matara District, roughly rectangular in shape and extending inwards from the southern coast, in the Southern Province of Sri Lanka                                                                      | Южная              | Матара            | 1 270             | 13                          | 1 283              | 810 703                | 638                           |
| 18 | Монерагала   | Area map of Moneragala District, located east of the centre of the country, has its south eat border extending towards the west, in the Uva Province of Sri Lanka                                                   | Ува                | Монерагала        | 5 508             | 131                         | 5 639              | 448 194                | 81                            |
| 19 | Муллайтиву   | Area map of Mullaitivu District, extending to the west from the north by east coast in the Northern Province of Sri Lanka                                                                                           | Северная           | Муллайтиву        | 2415              | 202                         | 2617               | 92 228                 | 38                            |
| 20 | Нувара-Элия  | Area map of Nuwara Eliya District, located immediately south of the middle of the country and running roughly south west to north east, in the Central Province of Sri Lanka                                        | Центральная        | Нувара-Элия       | 1 706             | 35                          | 1 741              | 706 210                | 414                           |
| 21 | Полоннарува  | Area map of Polonnaruwa District, roughly square in shape, located at the middle from north east of the centre of the country and south west of the north eastern coast, in the North Central Province of Sri Lanka | Северо-Центральная | Полоннарува       | 3 077             | 216                         | 3 293              | 403 859                | 131                           |
| 22 | Путталам     | Area map of Puttalam District, lying along the western coast, in the North Western Province of Sri Lanka | Северо-Западная    | Путталам          | 2 882             | 190                         | 3 072              | 760 778                | 264                           |
| 23 | Ратнапура    | Area map of Ratnapura District, some distance from the south western coast with its western and southern borders converging towards the north west, in the Sabaragamuwa Province of Sri Lanka                       | Сабарагамува       | Ратнапура         | 3 236             | 39                          | 3 275              | 1 082 299              | 334                           |
| 24 | Тринкомали   | Area map of Trincomalee District, along the north eastern coast with its south western border extending inwards, in the Eastern Province of Sri Lanka                                                               | Восточная          | Тринкомали        | 2 529             | 198                         | 2727               | 376 366                | 149                           |
| 25 | Хамбантота   | Area map of Hambantota District, lying along the coast from south to south east, in the Southern Province of Sri Lanka                                                                                              | Южная              | Хамбантота        | 2 496             | 113                         | 2 609              | 595 877                | 239                           |
|    | Итого:       | |                    |                   | 62 705            | 2 905                       | 65 610             | 20 277 597             | 323                           |